# Knut Johannesen
Knut „Kupper’n” Johannesen (ur. 6 listopada 1933 w Oslo) – norweski łyżwiarz szybki, wielokrotny medalista olimpijski i trzykrotny medalista mistrzostw świata.

## Kariera
Specjalizował się w długich dystansach. Pierwszy sukces w karierze osiągnął w 1956 roku, kiedy zdobył srebrny medal w biegu na 10 000 m podczas igrzysk olimpijskich w Cortina d’Ampezzo. W zawodach tych wyprzedził go jedynie Szwed Sigvard Ericsson, a trzecie miejsce zajął Oleg Gonczarienko z ZSRR. Na tych samych igrzyskach był też ósmy w biegu na 5000 m i dziewiąty na 1500 m. W tym samym roku zdobył też srebrny medal na mistrzostwach Europy w Helsinkach. Kolejne dwa medale zdobył w 1957 roku, zajmując drugie miejsce w mistrzostwach Europy w Oslo oraz pierwsze podczas mistrzostw świata w Östersund. W dwóch kolejnych latach był odpowiednio trzeci na mistrzostwach Europy w Eskilstunie oraz pierwszy na mistrzostwach Europy w Göteborgu. Igrzyska olimpijskie w Squaw Valley w 1960 roku przyniosły mu złoty medal w biegu na 10 000 m oraz srebro na dystansie 5000 m. W biegu tym uległ tylko Wiktorowi Kosiczkinowi z ZSRR, wyprzedzając Holendra Jana Pesmana. W tym samym roku był też najlepszy podczas mistrzostw Europy w Oslo. Do tego dorobku dołączył srebrne medale zdobyte w 1957 roku na mistrzostwach Europy w Göteborgu i mistrzostwach świata w Karuizawie. Ostatnie medale wywalczył pod koniec kariery, w 1964 roku. Na igrzyskach w Innsbrucku wystartował tylko na dystansach 5000 i 10 000 m, ale w obu zdobył medale. W krótszym biegu był pierwszy, a w dłuższym zajął trzecie miejsce, przegrywając ze Szwedem Jonnym Nilssonem i swym rodakiem Fredem Antonem Maierem. Ponadto Johannesen zwyciężył na mistrzostwach świata w Helsinkach, pokonując Wiktora Kosiczkina i Holendra Rudiego Liebrechtsa.
W 1959 roku, jako pierwszy, otrzymał Nagrodę Oscara Mathisena. Ustanowił cztery rekordy świata. Jako pierwszy zawodnik zszedł w wyścigu na 10 000 metrów poniżej 16 minut (15:46,6 min podczas ZIO 1960).
Johannesen pracował jako cieśla, prowadził też stację benzynową.

### Mistrzostwa świata
- Mistrzostwa świata w wieloboju
  - złoto – 1957, 1964
  - srebro – 1963